# تمپلوس
تمپلوس (به لاتین: Templos) یک منطقهٔ مسکونی در قبرس است که در ناحیه گیرنه واقع شده‌است.

## خصوصیات
تمپلوس ۱٬۰۹۰ نفر جمعیت دارد.